# Běhařovice

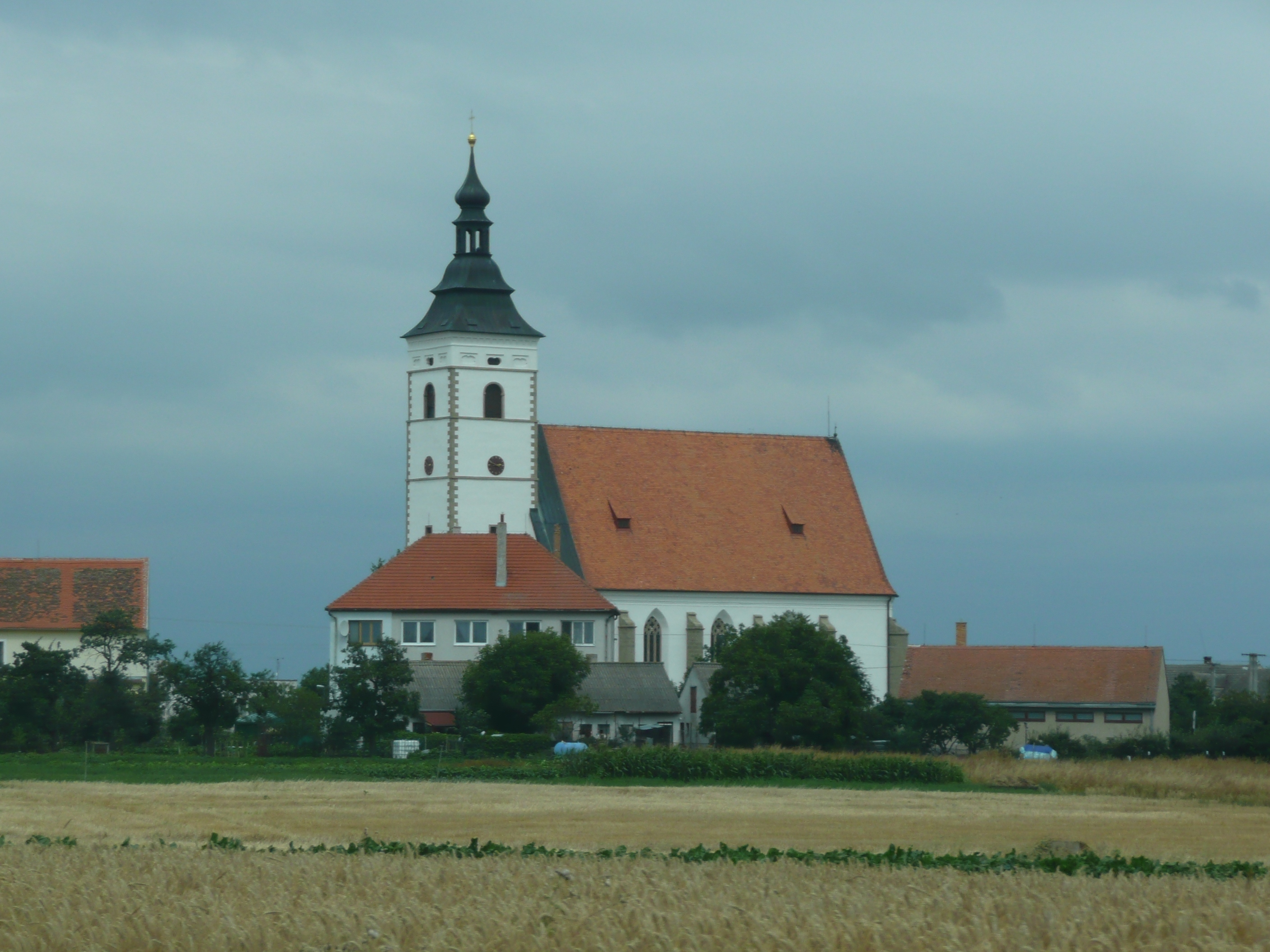
Kirche der hl. Dreifaltigkeit

Běhařovice (deutsch Biharzowitz, 1939–45 Bieharschowitz) ist eine Minderstadt in Tschechien. Sie liegt 18 Kilometer nördlich von Znojmo und gehört zum Okres Znojmo.

## Geographie
Běhařovice befindet sich im Tal des Baches Křepička in der Jevišovická pahorkatina (Jaispitzer Hügelland). Südwestlich erhebt sich der Nad Makšovkou (399 m n.m.). Durch den Ort verläuft die Staatsstraße II/399 zwischen Znojmo und Hrotovice.
Nachbarorte sind Dobronice im Norden, Tavíkovice und Přeskače im Nordosten, Medlice im Osten, Višňové und Křepice im Südosten, Stupešice im Süden, Ratišovice im Südwesten, Němčický Dvůr im Westen sowie Slatina, Františkov und Újezd im Nordwesten.

## Geschichte
Archäologische Funde belegen eine frühzeitliche Besiedlung des Gemeindegebiets. Beim Bau der Straße nach Křepice wurde ein Urnengrab mit einem Fragment eines Bronzerings entdeckt. Bei Stupešice befand sich ein Siedlungsplatz der Jevišovice-Kultur und der Horákov-Kultur.
Erstmals urkundlich erwähnt wurde das Dorf im Jahre 1046. Der Ortsname leitet sich vom Personennamen Běhař ab. Die Pfarrei wurde wahrscheinlich im Zusammenhang mit der Errichtung der Propstei Wolframskirchen im 14. Jahrhundert gegründet. Seit der Einrichtung der mährischen Landtafel war Běhařovice unter verschiedenen Besitzern aufgeteilt. Im Jahre 1348 besaß der Pfarrer Sobynek einen Teil des Dorfes, ein anderer – mit einem Freihof – gehörte den Vladiken von Bukowina. Deren Anteil ging zum Ende des 14. Jahrhunderts sukzessive an die Herren von Dobronice über. Johann von Dobronic verkaufte seinen Teil von Běhařovice 1398 an Niklas von Oslawička. Katharina, eine Tochter des Gimram von Ugezd erbte 1406 zusammen mit der Feste und dem Hof Dobronice auch einen Teil von Běhařovice mit einem Drittel des Kirchpatronats; sie verkaufte die Güter 1412 an Andreas Helm von Chotěrad. In dieser Zeit erwarben auch die Herren von Uponěšice Anteile von Běhařovice. Zum Ende des 15. Jahrhunderts gehörte der größte Teil des Dorfes den Herren von Bačkovice. Zusammen mit den Wolframskirchener Propsteigütern veräußerte der Olmützer Bischof Stanislaus Thurzo 1526 auch einen Hof in Běhařovice an die Stadt Znaim. Im selben Jahr verkaufte Anna von Bačkovice das Dorf Bieharzowice an den Obersten Richter von Mähren, Jan Zajímač von Kunstadt, der es seinem Gut Tavíkovice zuschlug und zwischen 1528 und 1548 zum Städtchen erhob. Im Siegel führte das Städtchen fortan die Trojčáří (drei Querstreifen) der Herren von Kunstadt.
Als 1548 mit dem Tod von Jan Zajímač von Kunstadt die Linie der Zajímač von Kunstadt und Lichtenau erlosch, erfolgte der landrechtliche Verkauf des Gutes Tavíkovice mit dem Städtchen Běhařowic an Johann von Tawikowic. Dessen Schwiegersohn, der Protestant Georg Christoph Teuffel von Gundersdorf, ließ zwischen 1593 und 1596 auf einem erhöhten Platz südöstlich des Städtchens eine große evangelische Kirche mit einem 30 Klafter hohen Turm errichten. Nachfolgender Grundherr war ab 1608 Georg Hoditzky von Hoditz auf Platsch. Nachdem sich um 1616 der größte Teil der Katholiken den Täufern abgeschlossen hatte, erlosch die katholische Pfarrei. Nach dem Sieg am Weißen Berg setzte die Rekatholisierung ein. Um 1626 erfolgte im Zentrum des Städtchens der Bau der katholischen St.-Wenzels-Kirche. Die zur Pfarrei Horní Kounice gehörige katholische Gemeinde erhielt später auch die evangelische Kirche, die fortan als Wallfahrtskirche diente. Hoditzkys Witwe Maria Anna, geborene von Náchod, verkaufte das Gut Tavíkovice mit allem Zubehör 1629 an Andreas Freiherr von Ostešow. Erst 1673 wurde in Běhařovice wieder eine Pfarrei eingerichtet, Pfarrkirche wurde die St.-Wenzels-Kirche. Die Freiherren von Ostešow hielten das Gut bis 1679, danach folgten zahlreiche Besitzerwechsel. 1738 erwarb Georg Gottfried von Koch das Gut Tavíkovice; am 8. Juli 1749 stiftete sein Sohn David Joseph Heinrich von Koch in Běhařovice ein Spital. 1790 wurde der Besitz des überschuldeten Hofrates Gottfried von Koch versteigert, neuer Besitzer der Herrschaft Tavíkovice wurde der k.k. General Friedrich Landgraf zu Fürstenberg. Am 18. März 1802 wurde die Wallfahrtskirche der hl. Dreifaltigkeit zur Pfarrkirche erhoben; im selben Jahre erfolgte der Abbruch der kleinen und baufälligen St.-Wenzels-Kirche als Baumaterial für das neue Schulhaus. 1815 erwarb die Witwe Josepha von Fürstenberg, geborene Gräfin von Žerotin, die Herrschaft von ihren Miterben. Im Jahre 1820 wurde das Schulgebäude um ein Stockwerk erhöht. 1832 erkrankten 87 Einwohner an der Brechruhr, 38 davon verstarben.
Im Jahre 1834 bestand der im Znaimer Kreis gelegene Markt Bihařowitz bzw. Bjhařowice aus 64 Häusern mit 341 Einwohnern. Haupterwerbsquelle bildete die Landwirtschaft. Unter herrschaftlichem Patronat standen die dem Jaispitzer Dekanat unterstellte Pfarrei, die Kirche der hl. Dreifaltigkeit und die Trivialschule. Im Ort gab es zudem eine Armenanstalt und das Spital “Zur hl. Dreifaltigkeit”. Bihařowitz war Pfarrort für Dobronic, Křipitz, Přeskatsch, Ratischowitz, Stuppeschitz, Taikowitz, Augezd und Franzdorf. Der Amtsort war Taikowitz. Bis zur Mitte des 19. Jahrhunderts blieb Bihařowitz der Allodialherrschaft Taikowitz untertänig.
Nach der Aufhebung der Patrimonialherrschaften bildete Bihařovice / Biharzowitz ab 1849 mit den Ortsteilen Dobronice, Přeskače und Tavíkovice eine Marktgemeinde im Gerichtsbezirk Kromau. Im Jahre 1867 löste sich Přeskače los und wurde eigenständig. Ab 1869 gehörte die Gemeinde zum Bezirk Mährisch Kromau. Zu dieser Zeit hatte Bihařovice 315 Einwohner und bestand aus 65 Häusern. Dobronice und Tavíkovice lösten sich in den 1880er Jahren ebenfalls los. Im Jahre 1896 wurde Bihařovice dem Gerichtsbezirk Hrottowitz zugeordnet. Um die Jahrhundertwende wurde der tschechische Ortsname in Běhařovice geändert. Im Jahre 1900 lebten in Běhařovice 377 Personen; 1910 waren es 345. Nach dem Ersten Weltkrieg zerfiel der Vielvölkerstaat Österreich-Ungarn, Běhařovice wurde 1918 Teil der neu gebildeten Tschechoslowakischen Republik. Beim Zensus von 1921 lebten in den 74 Häusern des Städtchens 346 Personen, davon 345 Tschechen. Im Jahre 1930 bestand Běhařovice aus 81 Häusern und hatte 365 Einwohner. Nach der deutschen Besetzung wurde die Marktgemeinde 1939 in den Kreis Mährisch Budwitz umgegliedert; bis 1945 gehörte Běhařovice / Bieharschowitz zum Protektorat Böhmen und Mähren. Nach dem Ende des Zweiten Weltkrieges 1945 erfolgte die Wiederherstellung der alten Bezirksstrukturen. Im Jahre 1950 hatte Běhařovice 309 Einwohner. Im Zuge der Aufhebung des Okres Moravský Krumlov wurde Běhařovice 1949 dem Okres Moravské Budějovice zugeordnet. Nach dessen Auflösung kam die Gemeinde 1960 zum Okres Znojmo. 1964 erfolgte die Eingemeindung von Ratišovice und Stupešice; 1970 kam noch Křepice hinzu, das 1990 wieder eigenständig wurde. Beim Zensus von 2001 lebten in den 204 Häusern der Gemeinde 425 Personen, davon 193 in Běhařovice, 105 in Ratišovice und 127 in Stupešice. Am 31. März 2009 wurde der Status von Běhařovice als Městys erneuert.

## Gemeindegliederung
Die Gemeinde Běhařovice besteht aus den Ortsteilen Běhařovice (Biharzowitz), Ratišovice (Ratischowitz) und Stupešice (Stupeschitz), die zugleich auch Katastralbezirke bilden.

## Sehenswürdigkeiten
- Kirche der hl. Dreifaltigkeit, der Renaissancebau wurde 1593–1596 auf Veranlassung des Tajkowitzer Grundherrn, Georg Christoph Teuffel von Gundersdorf, als protestantische Kirche errichtet. Im Innern ist ein gotischer Kern erhalten.
- Pfarrhaus, errichtet 1826–1827
- Kapelle des hl. Wenzel, erbaut 1630

## Persönlichkeiten
- Paul Graf Huyn, er wirkte von 1901 bis zu seiner Wahl zum Brünner Bischof im Jahre 1904 als Pfarrer in Běhařovice